# صندوق عجب (فلم)
صندوق عجب شريط سينمائي تونسي طويل، صدر عام 2002 للمخرج التونسي رضا الباهي.

## بطولة
- عبد اللطيف كشيش، بدور رؤوف في مرحلة الشباب
- مهدي الربعي، بدور رؤوف في مرحلة الطفولة
- هشام رستم، بدور منصور
- ماريان بسلار، بدور زوجة رؤوف
- لطفي بوشناق، بدور والد رؤوف
- آمال علوان، بدور والدة رؤوف
- مصطفى العدواني، بدور طبيب المسالك البولية والتناسلية
- جمال المداني، بدور عون شرطة
- زهير عبد الكريم

## وصلات خارجية
- مقالات تستعمل روابط فنية بلا صلة مع ويكي بيانات
- (بالإنجليزية) صندوق عجب في قاعدة بيانات الأفلام على الإنترنت
- صندوق عجب في موقع بيانات الأفلام العربية